# Puerto de Estepona
El Puerto de Estepona, es un puerto deportivo y pesquero situado en la Costa del Sol, en el municipio de Estepona (Málaga, España).
Es gestionado por la Agencia Pública de Puertos de Andalucía, de la Junta de Andalucía.

## Características
Zona de servicio
- Total: 292.896 m²
- Agua: 119.365 m²
- Tierra: 173.531 m²

Condiciones operativas
- Calado en bocana: 5 m (B.M.V.E.)